# Silver End
 (avril 2023).
Pour les articles homonymes, voir Silver.
Silver End est un village et une paroisse civile de l'Essex, en Angleterre.